# Hands Of Gravity
『Hands Of Gravity』（ハンズ オブ グラヴィティ）は、2016年7月6日に発売されたthe HIATUSの5枚目のオリジナルアルバム。

## 概要
前作『Keeper Of The Flame』以来、約2年3カ月ぶりのスタジオ・アルバム。アルバムタイトルは日本語で「重力の手」という意味。全10曲を収録し、「Clone」と「Bonfire」にはミュージック・ビデオが作られた。前者は全編アニメーション、後者はバンドのメンバーが輪になって演奏している外側をカメラが360度回りながら撮影したライブ仕立ての映像になっている。
細美武士にとっては、本作と同時期に制作されていたMONOEYESの『A Mirage In The Sun』は緊密な関係性を持った作品である。
前作のDTM色を全面に出したミニマル路線から一転し、今作ではバンドサウンドに回帰している。細美と柏倉隆史と伊澤一葉の3人でスタジオに入って作曲を進め、出来上がった曲をメンバー5人全員でアレンジするというスタイルで全曲を仕上げている。
レコーディング・エンジニアは柏井日向、マスタリングは世界的に有名なエンジニアのテッド・ジェンセンに依頼している。

## 収録曲
| 全作詞: 細美武士、全作曲: the HIATUS。 |                     |          |            |      |
| #                                      | タイトル            | 作詞     | 作曲・編曲 | 時間 |
| 1.                                     | 「Geranium」        | 細美武士 | the HIATUS | 4:10 |
| 2.                                     | 「Clone」           | 細美武士 | the HIATUS | 3:33 |
| 3.                                     | 「Drifting Story」  | 細美武士 | the HIATUS | 3:39 |
| 4.                                     | 「Bonfire」         | 細美武士 | the HIATUS | 3:48 |
| 5.                                     | 「Let Me Fall」     | 細美武士 | the HIATUS | 3:39 |
| 6.                                     | 「Radio」           | 細美武士 | the HIATUS | 4:25 |
| 7.                                     | 「Catch You Later」 | 細美武士 | the HIATUS | 5:30 |
| 8.                                     | 「Secret」          | 細美武士 | the HIATUS | 3:14 |
| 9.                                     | 「Tree Rings」      | 細美武士 | the HIATUS | 4:35 |
| 10.                                    | 「Sunburn」         | 細美武士 | the HIATUS | 3:09 |

## 演奏
- 細美武士：Vocals, Guitar, Programming
- masasucks：Guitar
- ウエノコウジ：Bass
- 柏倉隆史：Drums
- 伊澤一葉：Piano, Keyboards, Strings Arrangement
- 梶谷裕子：1st Violin (#5.9)
- 佐藤帆乃佳：2nd Violin (#5.9)
- 萩原薫：Viola (#5.9)
- 徳澤青弦：Violoncello (#5.9)